# 阿曼達·柯茲兒
阿曼達·柯茲兒（英語：Amanda Coetzer，1971年10月22日—）是一位南非女子職業網球運動員，她的WTA單打排名為世界第3。
柯茲兒在1993年墨爾本獲得第1個WTA單打冠軍，隨後在東京獲得第2個單打冠軍。
在柯茲兒1992年進入世界單打排名前20後，在10年之內維持在前20的高水平，她在這段期間獲得良好的名聲，因為她擊敗許多高排名的選手，她的身材在球員之中最為嬌小的，因此她被稱為嬌小殺手"The Little Assassin"。

## 職業生涯
在1995年加拿大大師賽，柯茲兒令人震驚的擊敗3位世界排名前5的球員施特菲·格拉芙、玛丽·皮尔斯、雅娜·诺沃特娜而闖進決賽，負於莫妮卡·莎莉絲，更在德國終結格拉芙32連勝的紀錄。
在1996年澳洲網球公開賽，柯茲兒成為四大滿貫公開化以來第一位打進大滿貫四強的南非球員，負於當屆亞軍安克·胡貝爾。
1997年是柯茲兒職業生涯戰績最佳的球季，她達成了連續二年闖進澳洲網球公開賽四強的紀錄，其中在第四輪擊敗德國天后格拉芙，隨後在柏林第二次擊敗格拉芙，她完全掌握住葛拉芙狀況不佳的情況，只耗時56分鐘以6-0, 6-1的懸殊比數結束這場比賽，接著在法國網球公開賽，柯茲兒在八強第三次擊敗格拉芙，成為第六位在一年之內擊敗格拉芙3次的球員，但在四強負於最終冠軍伊娃·马约莉。柯茲兒在萊比錫擊敗新的世界第一玛蒂娜·辛吉斯，另外在布達佩斯與盧森堡獲得2個WTA單打冠軍。
1998年，柯茲兒在Hilton奪得第1個一級賽冠軍。
在2000年，柯茲兒與同胞韋恩·費雷拉代表南非參加霍普曼盃，也代表南非參加協會盃，更三度參加夏季奧運會。
在2001年，柯茲兒第9次參加WTA年終賽。
在她的職業生涯一共獲得WTA單打冠軍9個，雙打冠軍9個，她最後一個冠軍在阿卡普爾科奪得。

## 個人生活
柯茲兒6歲開始打網球，目前居住於美國南加州，他與好萊塢製片人艾農·米爾臣結婚。

## WTA巡迴賽單打冠軍
- 1993 (2) - 墨爾本、東京
- 1994 (1) - 布拉格
- 1997 (2) - 布達佩斯、盧森堡
- 1998 (1) - Hilton(南加州)
- 2000 (1) - 安特衛普
- 2001 (1) - 阿卡普爾科
- 2003 (1) - 阿卡普爾科

## 大滿貫單打戰績表
| 賽事             | 1989  | 1990  | 1991  | 1992  | 1993  | 1994  | 1995  | 1996  | 1997  | 1998  | 1999  | 2000  | 2001  | 2002  | 2003  | 2004  | 生涯參賽次數 |
| ---------------- | ----- | ----- | ----- | ----- | ----- | ----- | ----- | ----- | ----- | ----- | ----- | ----- | ----- | ----- | ----- | ----- | ------------ |
| 澳洲網球公開賽   | A     | A     | A     | A     | 1R    | 2R    | 3R    | SF    | SF    | 4R    | 4R    | 2R    | QF    | 4R    | 4R    | 2R    | 0 / 12       |
| 法國網球公開賽   | 4R    | 1R    | 2R    | 3R    | 2R    | 4R    | 2R    | 4R    | SF    | 1R    | 1R    | 3R    | 3R    | 1R    | 1R    | A     | 0 / 15       |
| 溫布頓網球錦標賽 | 1R    | 2R    | 2R    | A     | 2R    | 4R    | 2R    | 2R    | 2R    | 2R    | 3R    | 2R    | 3R    | 2R    | 2R    | A     | 0 / 14       |
| 美國網球公開賽   | 1R    | 1R    | 1R    | 3R    | 3R    | QF    | 1R    | QF    | 4R    | QF    | 1R    | 3R    | 1R    | 3R    | 3R    | A     | 0 / 15       |
| 參賽次數         | 0 / 3 | 0 / 3 | 0 / 3 | 0 / 2 | 0 / 4 | 0 / 4 | 0 / 4 | 0 / 4 | 0 / 4 | 0 / 4 | 0 / 4 | 0 / 4 | 0 / 4 | 0 / 4 | 0 / 4 | 0 / 1 | 0 / 56       |

A = 未參賽
SR = 當季大滿貫參賽數

## 外部連結
- 阿曼達·柯茲兒的国际女子网球协会官方資料（英文）
- 阿曼達·柯茲兒的國際網球總會 職業／青少年 官方資料（英文）
- Fed Cup - Player profile - Amanda COETZER (RSA) （页面存档备份，存于）